# Лисича полонина
Полонина Лисича розташована на Мармороському хребті Карпат. Знаходиться в Рахівському районі Закарпатської області неподалік україно-румунського кордону.

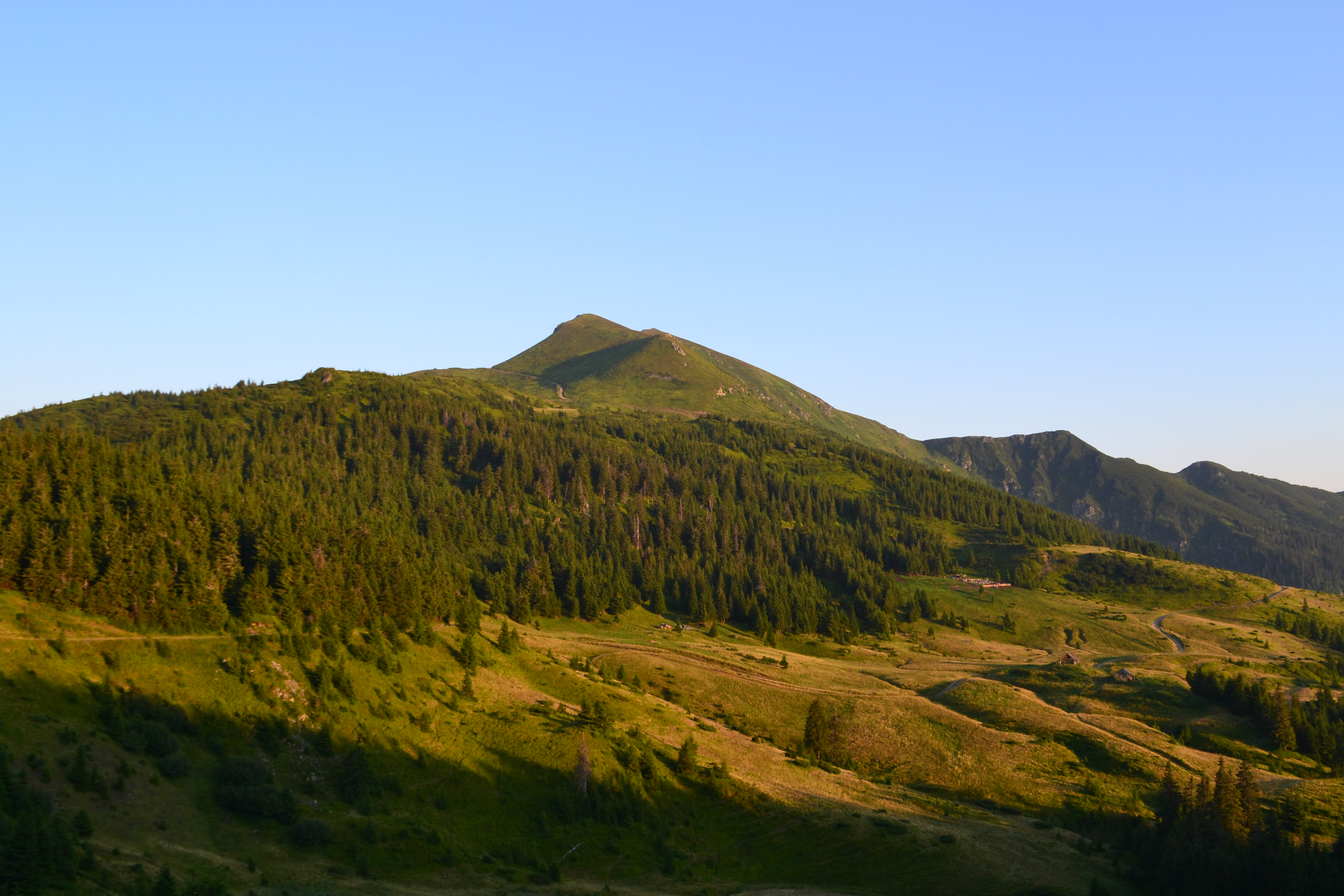
Полонина Лисича

## Короткий опис
Через Лисичу маршрут на гору Піп Іван (Мармороський) та гору Петрос (Мармороський).
Найближе поселення — село Ділове. Від нього до полонини Лисича веде ґрунтова дорога.
На полонині, зазвичай, випасають овець, тут є декілька джерел води
.

## Фотогалерея

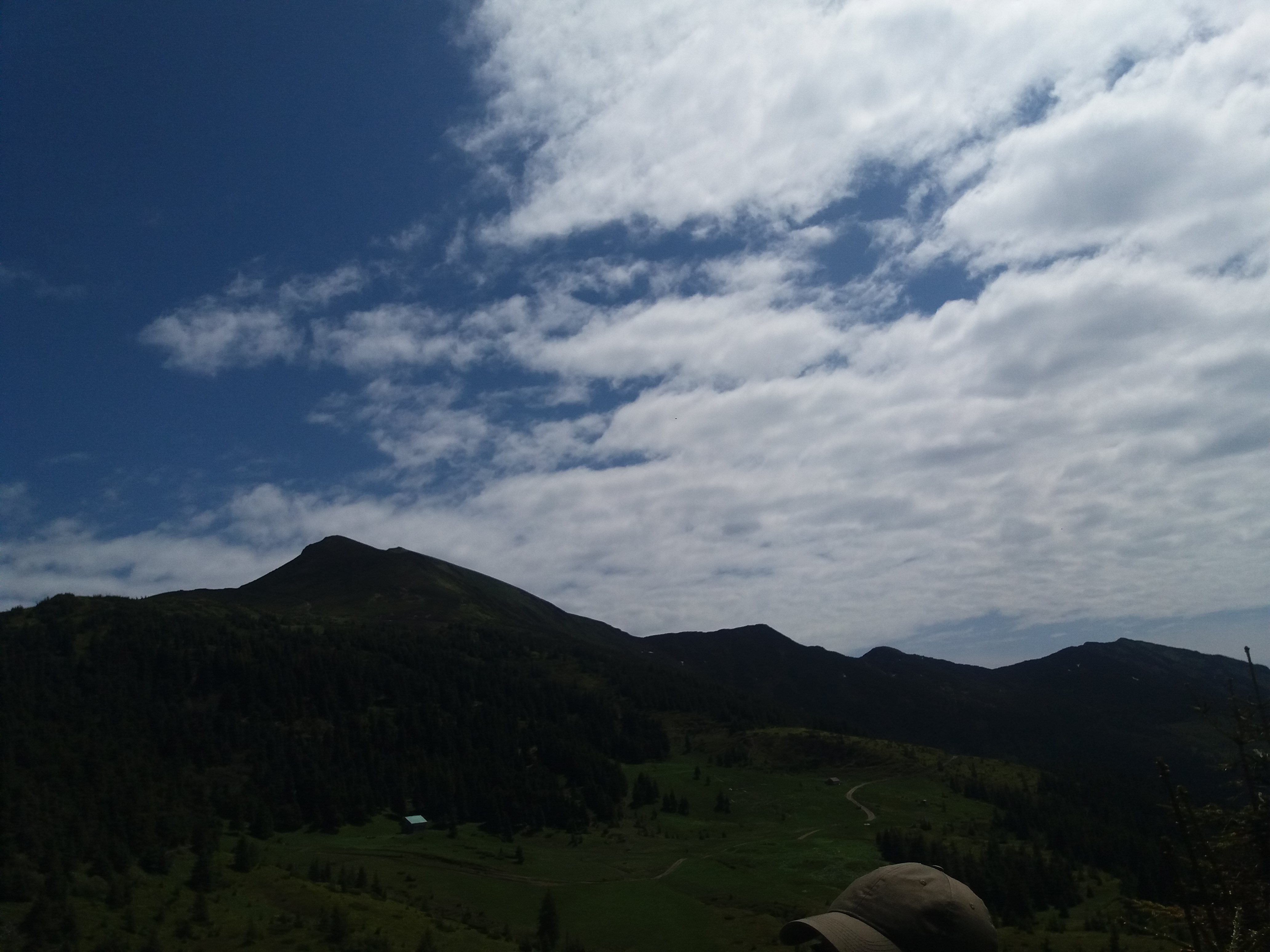
Вид на полонину Лисича
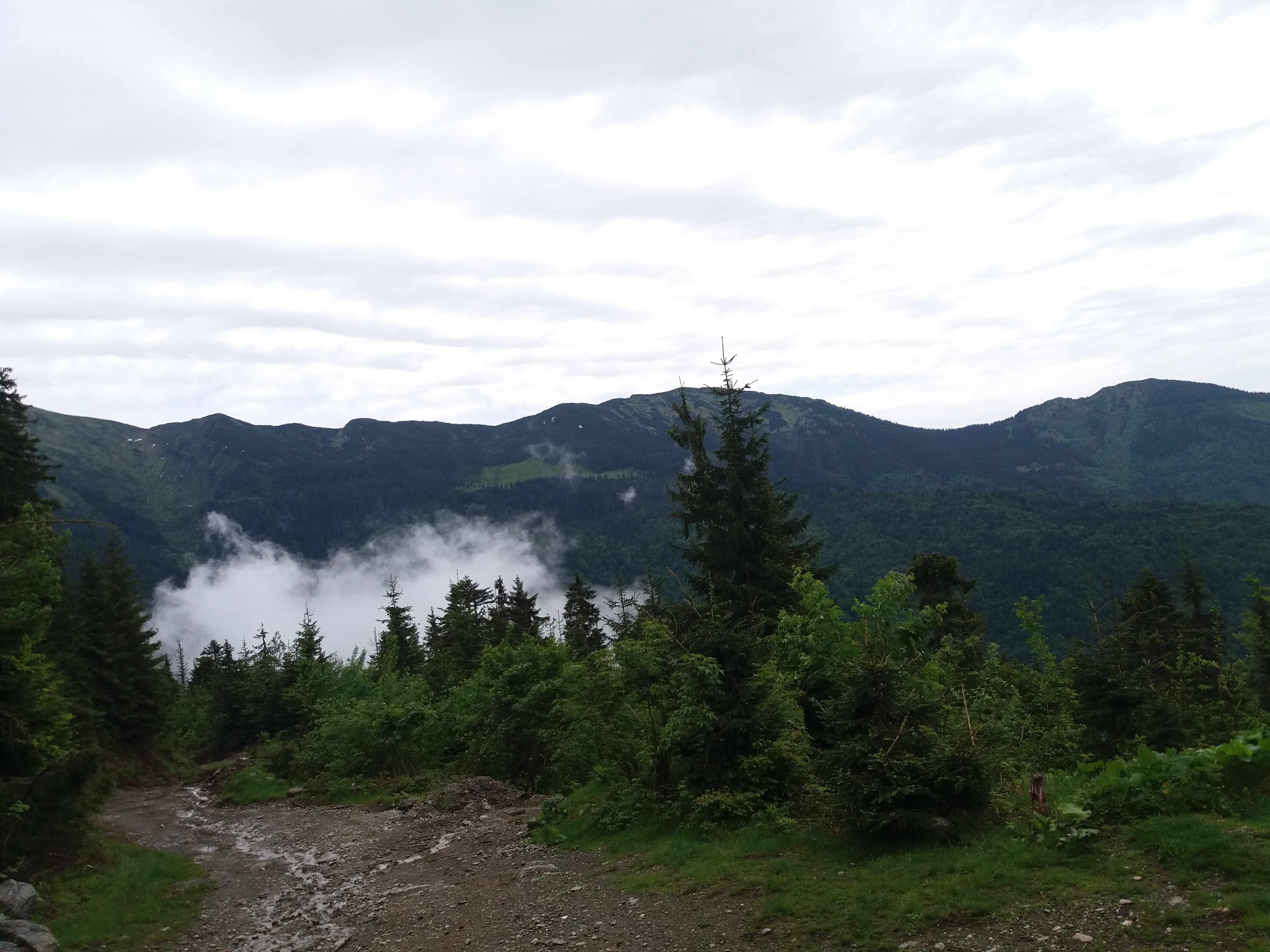
Мармароський масив. Закарпатська область
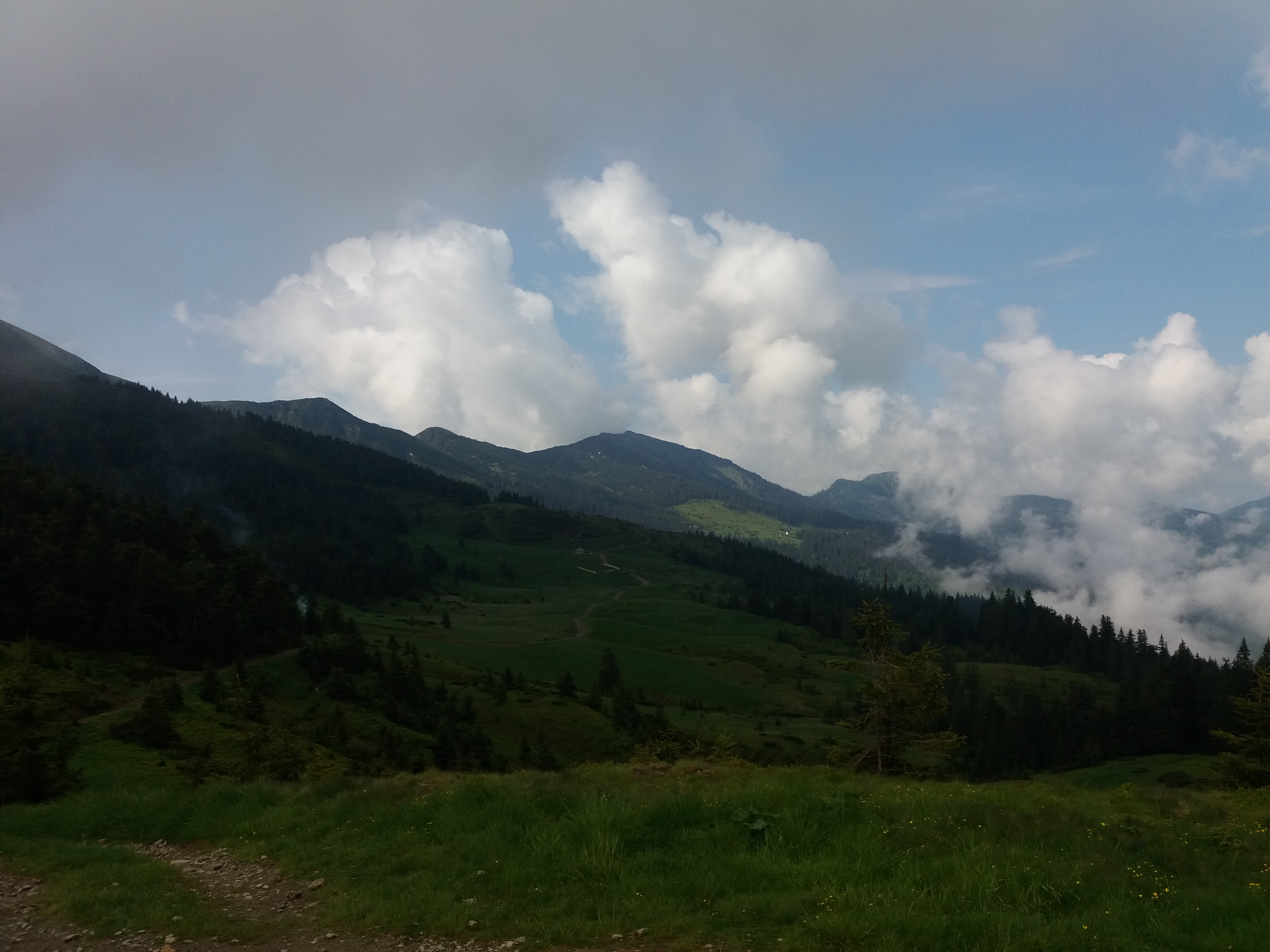
Вид на полонину Лисича із полонини Латундур